# Французько-прусська війна
Фра́нцузько-пру́сська війна́ або франко-прусська війна, також німецько-французька війна (1870—1871; нім. Deutsch-Französischer Krieg; фр. Guerre franco-allemande) — військовий конфлікт між Французькою імперією та Прусським королівством. Перемога Пруссії в 1871 році призвела до остаточного об'єднання німецьких народів у Німецьку імперію, очолювану прусським королем Вільгельмом I, а рейхсканцлером було оголошено прусського канцлера Отто фон Бісмарка.
Союзниками Пруссії був Північнонімецький союз, членом якого вона була, та південно-німецькі держави Баден, Вюртемберг і Баварія.
Поразка Франції призвела до падіння Наполеона III та послужила кінцем Другої французької імперії, замість якої була створена Французька республіка. Згідно з умовами мирного договору, Ельзас і частина Лотарингії відійшли Прусському королівству та залишались частиною Німецької імперії аж до завершення Першої світової війни, і за умовами Версальського договору були повернуті Французькій республіці.

## Огляд
Війна стала кульмінацією тривалої напруженості у відносинах між двома країнами, та суперечки про сходження представника династії Гогенцоллернів на іспанський престол, який звільнився після повалення Ізабелли II в 1868 році. Оприлюднення «Емської депеші» яка перебільшувала образу між прусським королем та французьким послом, роздмухало громадську думку в обох країнах та зробила війну неминучою. Французька імперія провела мобілізацію та 19 липня 1870 року оголосила війну тільки Королівству Пруссія, однак інші німецькі держави стали на її бік.
Незабаром стало зрозуміло, що прусські та німецькі війська мають перевагу через ефективніше використання залізниць та кращу артилерію виробництва компанії А. Круппа. Королівство Пруссія мало четверту найщільнішу мережу залізниць у світі, Французька імперія мала п'яту. Низка рішучих перемог Королівства Пруссія та союзників на сході Французької імперії завершилася битвою під Седаном, в результаті якої 2 вересня Наполеон III зі своєю армією був взятий у полон. Але війна не завершилась: 4 вересня 1870 року в Парижі було оголошено про створення Третьої республіки, і французький спротив тривав при уряді національної оборони, а потім Адольфа Тьєра.
За п'ять місяців кампанії німецькі війська розгромили щойно набрану французьку армію в серії боїв на півночі Франції. Після тривалої облоги Париж був захоплений 28 січня 1871 року. Слід зазначити, що під час облоги вперше була використана зенітна артилерія: фабрика Крупп створила спеціальну гармату для ураження повітряних куль, якими французи користувались для передачі повідомлень. За десять днів до того, німецькі держави оголосили про об'єднання під прусським королем, нова держава стала другою, після Священної Римської імперії, національною державою німецьких народів — Німецькою імперією. Франкфуртський мирний договір був підписаний 10 травня 1871 року, коли тривало повстання Паризької комуни 1871 року.

## Назва
- Німецько-французька війна (нім. Deutsch-Französischer Krieg) — назва у німецькій історіографії.
- Французько-німецька війна (фр. guerre franco-allemande), або Французько-прусська війна (фр. guerre franco-prussienne) — назва у французькій й англійській історіографії, з французами на першому місці, з огляду на союз Британії й Франції.
- Війна 1870 року (фр. guerre de 1870), війна 1870—1871 років (нім. Krieg von 1870/71)

## Передумови
Після Австро-прусської війни 1866 домінуюча роль у процесі об'єднання німецьких земель остаточно перейшла до Прусського королівства. У 1867 році був створений Північнонімецький союз, який об'єднав усі німецькі землі на північ від Майна. Канцлером Союзу був Отто фон Бісмарк. Він прагнув долучити до лав Союзу південно-німецькі держави, які під час війни виступали на боці Австро-Угорщини, і тим самим завершити процес об'єднання Німеччини.
У Франції в той час панував імператор Наполеон ІІІ, племінник великого Наполеона Бонапарта. Друга Імперія прагнула зберегти свою гегемонію у континентальній Європі й тому намагалася протидіяти планам Бісмарка. Також Наполеон ІІІ бачив у війні спосіб подолати наростаючі суперечності всередині держави. Ще однією з причин були спірні землі на західному березі Рейну, які мали великий промисловий потенціал.

## Початок війни

### Привід для початку війни
У травні 1870 р. між Французькою імперією й Королівством Пруссія розгорівся дипломатичний конфлікт, кульмінацією якого стала Емська депеша. Іспанські ліберали запропонували родичеві прусського короля Вільгельма німецькому князю Гогенцоллерн-Зігмарінгенському Леопольду зайняти вакантний іспанський престол. Це викликало невдоволення Французької імперії. Принц Леопольд спочатку відповів згодою, але потім, під впливом Вільгельма, що не бажав ускладнень, відмовився. Французький уряд, намагаючись загострити ситуацію, зажадав від Королівства Пруссія гарантій на майбутнє. Цю умову під час переговорів у Бад-Емсі французький посол граф Бенедетті передав королю Вільгельму. Послання з інформацією про хід переговорів було надіслане Бісмарку, який його опублікував, внісши в нього свої зміни. Унаслідок цього німці почали вважати, що французи образили їхнього короля, а французи навпаки — що образили їхнього посла.

### Початок війни
13 липня 1870 р. почалася мобілізація у Французькій імперії, 16-го — у Пруссії. 19-го липня Французька імперія оголосила війну Королівству Пруссія. На боці Пруссії відразу виступили її союзники по Північнонімецькому союзу, а також південнонімецькі держави, які вбачали в Наполеоні ІІІ агресора.

### Позиція інших держав
Інші держави під час війни зайняли нейтральну позицію.
Так, Російська імперія пам'ятала про Кримську війну та про підтримку Французькою імперією польського повстання 1863 року. Велика Британія (союзник Французької імперії під час Кримської війни) була невдоволена планами Наполеона ІІІ щодо Бельгії. Королівство Італія було невдоволено позицією Французької імперії у війні Італії з Австро-Угорською імперією та вдячне Бісмарку за Венецію. Австро-Угорська імперія нещодавно зазнала поразки у війні з Королівством Пруссія та боялася втручання Російської імперії.

## Перший етап війни

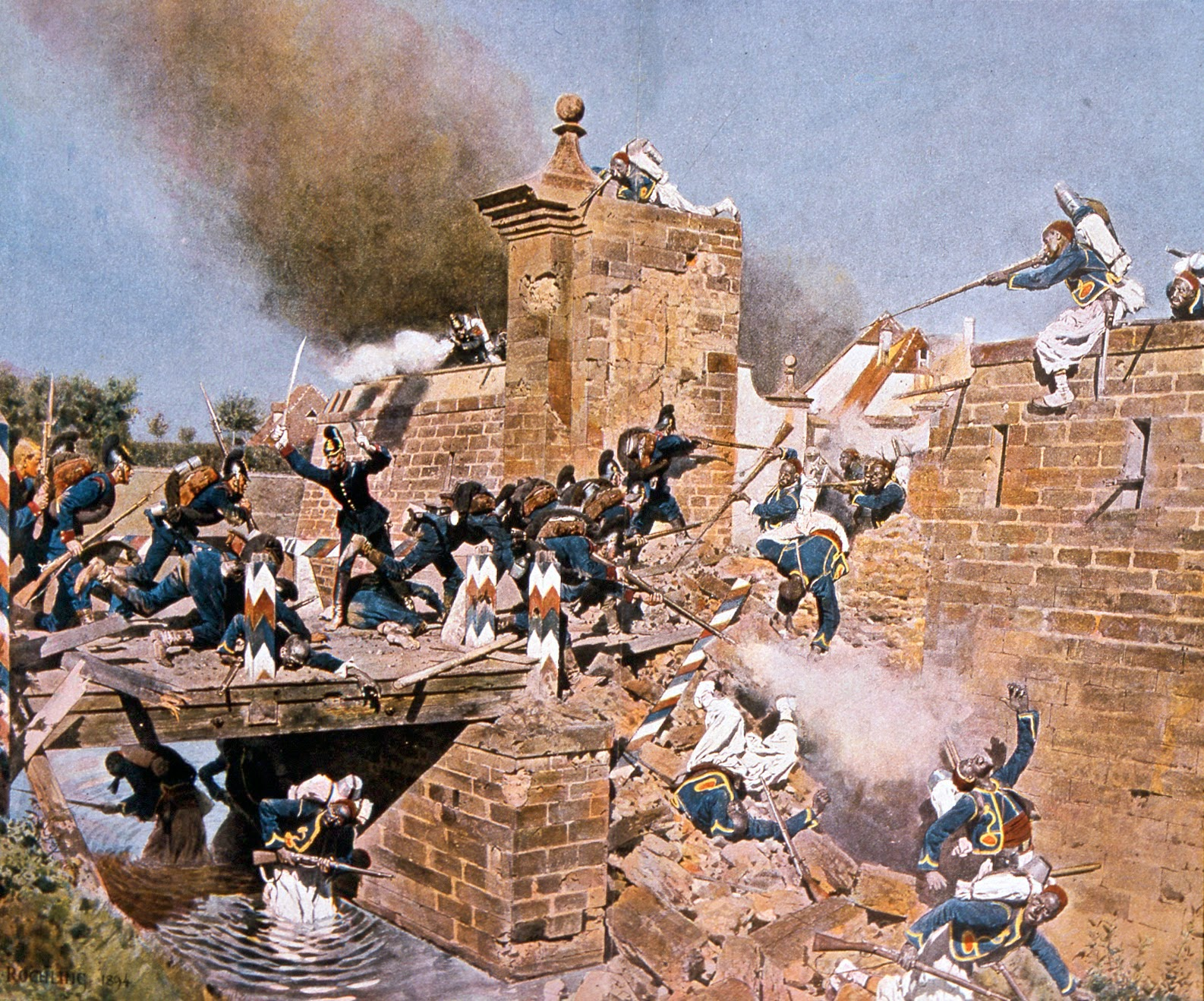
«Битва при Вейсенбурзі» Райхард Кньотель

Французька Рейнська армія (під командуванням особисто імператора) нараховувала близько 250 тисяч чоловік. Німці проти них виставили армію під фактичним командуванням Мольтке, яка, за різними оцінками, нараховувала від 380 до 500 тисяч чоловік. Загалом людський потенціал тодішньої Французької армії оцінювався максимум у 570 тисяч, тоді як армії усіх німецьких держав, які брали участь у війні, — у понад 1 мільйон. Перевагами французів були досконаліші гвинтівки системи Шасспо і раніша мобілізація. А на боці німців була дисциплінованість, чисельна перевага, краща артилерія, ретельно розроблений ще взимку план ведення бойових дій.
Уже від самого початку війни була очевидна перевага німців. 4 серпня німці почали наступ в Ельзасі. Цього самого дня вони захопили Вейссенбург. 6 серпня німецькі війська розбили 1-й і 7-й армійські корпуси маршала Мак-Магона в битві при Верті та 2-й армійський корпус генерала Фроссара біля Шпіхерна. Унаслідок битв на лівому березі Мозеля 16-го та 18-го серпня (біля Марс-ла-Тур та Сен-Пріва — Гравелота) французькі війська під командуванням маршала Базена були блоковані в Меці. Тоді французький уряд дав наказ новосформованій Шалонській армії (під командуванням Мак-Магона, особовий склад близько 120 тисяч чоловік) виступити з Реймса і деблокувати Мец. Але 1 вересня при Седані вона зазнала жахливої поразки від німців.
Для Бісмарка важливим було також і східне питання.

## Перебіг воєнних дій
Добре озброєна, маневрова прусська армія з 4-го по 6-те серпня 1870 р. завдала перші три поразки французам, що дало можливість німцям увійти до Лотарингії. Невдоволення у Французькій імперії, зумовлене першими невдачами, призвело до зміни уряду. Наприкінці серпня 1870 р. прусська армія почала оточувати найбільш мобільні військові формування Французької імперії. Армія маршала Базена була блокована в районі м. Мец. На допомогу Базену поспішали війська під командуванням генерала Мак-Магона. Прусські війська заступили шлях армії, що поспішала на допомогу, після чого французи відійшли до м. Седан, що на березі р. Маас.
Прусський генерал Мольтке обійшов французів таким чином, що з одного боку вони були закриті рікою, а з другого — бельгійським кордоном. 1 вересня 1870 р. почалася Битва при Седані. За словами очевидців, французи «билися, як леви, і втікали, як зайці». Більша частина французьких військ, незважаючи на сильний опір, у паніці відступила. Залишки армії, які відійшли у фортецю Седан, обстрілювалися новими гарматами німців. Наполеон ІІІ, який перебував у фортеці, наказав вивісити білі прапори й припинити вогонь. 2 вересня 1870 р. він підписав капітуляцію. До полону потрапило понад 80 тисяч солдатів, а разом з ними і сам імператор. Ця катастрофа фактично завершила війну на користь Північнонімецького союзу.
Наступного дня уряд Французької імперії повідомив Законодавчі збори про поразку імперської армії при Седані, що спровокувало в Парижі народне повстання.

## Другий етап
4 вересня 1870 р. у Парижі була проголошена республіка, головою уряду став Трошю («Уряд національної оборони»). Але німці прагнули здобути від війни якнайбільше і тому продовжили наступ. 13 вересня почалася облога Парижа. 27 вересня здався гарнізон Страсбурга.
У цей же час, завдяки патріотичному піднесенню французького народу, уряду вдалося сформувати чималу армію. Загальна кількість вояків (у тому числі партизанів (франтірерів), Національної гвардії, гарнізонів міст) становила близько 1 мільйона чоловік. Наприклад, Луарська армія чисельністю 11 корпусів (близько 220 тисяч чоловік) змогла відбити 9 листопада Орлеан і почала наступ на Париж для з'єднання з оборонцями столиці.

## Кінець війни
Але 27 жовтня 1870 р. у Меці капітулювала найкраща 173-тисячна армія Базена. Це звело нанівець усі дії уряду. Багато хто вважав Базена зрадником, наголошуючи на тому, що він міг ще продовжувати опір. Сили, які вивільнились після капітуляції, німецьке командування направило проти Луарської та Північної армій. 4 грудня французи знову втратили Орлеан, у січні 1871 зазнала поразки Північна армія під Сен-Контеном, а Східна — під Бельфором. У той же час тривала героїчна оборона Парижа. З 27 грудня німці почали його бомбардування з 502-х важких гармат. У столиці почалися перебої з продовольством, зброєю, медикаментами. Регулярно виникали повстання робітників та вояків Національної гвардії. Найвідоміше з них почалося вже після підписання перемир'я і увійшло в історію під назвою Паризька комуна. Зв'язок з провінцією підтримувався лише за допомогою аеростатів та поштових голубів.
28 січня 1871 року було підписано перемир'я. За ним німці отримували більшу частину укріплень Парижа. Боротьбу продовжувала лише Східна армія, однак на початку лютого вона перейшла кордон Швейцарії та була інтернована.
26 лютого у Версалі попередньо та 10 травня у Франкфурті остаточно була підписана мирна угода.

## Результати війни

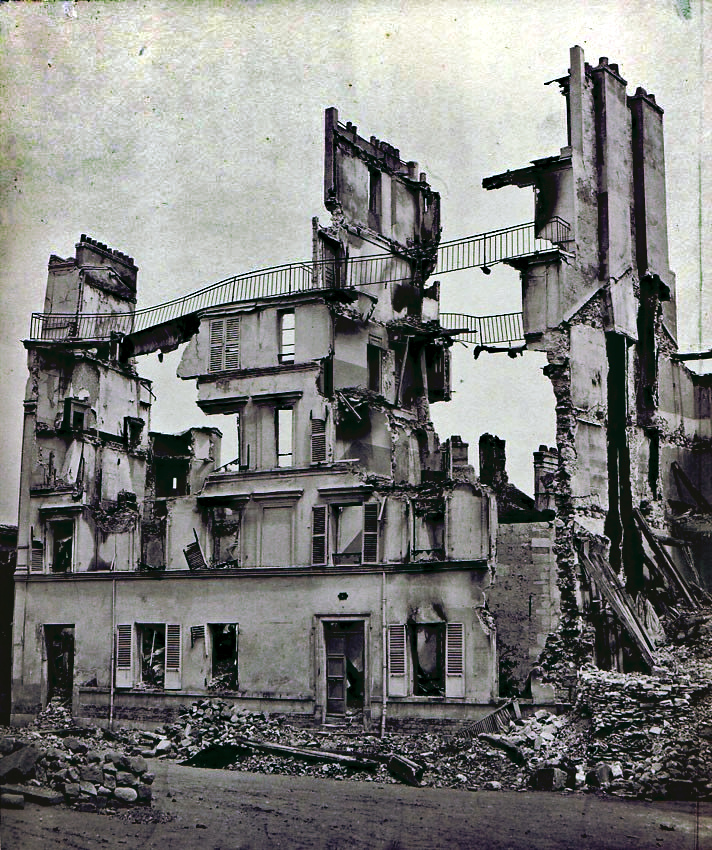
Руїна житлового будинку у Сен-Клу (французька документальна фотозбірка пошкоджень від війни, 1871)

Французька республіка втрачала весь Ельзас (за винятком Бельфору), більшу частину Лотарингії (разом із Мецом). Також на Французьку республіку було накладено контрибуцію в сумі 5 млрд франків. Щодо Королівства Пруссія, то ще в листопаді 1870 р. до Північнонімецького Союзу приєдналися південнонімецькі держави. А в січні 1871 року була проголошена Німецька імперія, яка зайняла панівну позицію в Європі.
Втрати сторін становили близько 50 тисяч вбитими у німців та 140 тисяч убитими у французів. Також були великі втрати серед цивільного населення, особливо в Парижі.
Франкфуртський мир сформував політичну систему в Європі на наступні 40 років. Водночас французьке суспільство вважало умови миру ганебними, прагнуло до перегляду умов і повернення своїх історичних земель. Саме ця суперечність стала однією з причин Першої світової війни.